# Free Fall (2014)
Free Fall is een Amerikaanse direct-naar-video thriller uit 2014 onder regie van Malek Akkad, met in de hoofdrollen Sarah Butler, Malcolm McDowell en D.B. Sweeney. De film volgt een werkneemster die door een huurmoordenaar wordt achtervolgd en opgesloten zit in een lift.

## Verhaal
Wanneer de plotselinge en schokkende dood van een collega iedereen bij Gault Capital beroert, ontdekt Jane Porter dat haar baas, de charismatische miljardair Thaddeus Gault, verdacht wordt van grootschalige financiële fraude. Huurmoordenaar Frank wordt eropuit gestuurd om haar voorgoed het zwijgen op te leggen. Wanneer Jane probeert te vluchten uit het kantoorgebouw geraakt ze gevangen in een lift die door haar achtervolger wordt geblokkeerd. Jane moet nu op haar eentje een manier vinden om uit de lift te ontsnappen voordat de moordenaar haar te pakken krijgt.

## Rolverdeling
| Acteur           | Personage      |
| ---------------- | -------------- |
| D.B. Sweeney     | Frank          |
| Sarah Butler     | Jane Porter    |
| Malcolm McDowell | Thaddeus Gault |
| Ian Gomez        | Ronald Taft    |
| Adam Tomei       | Robert         |
| Mustafa Speaks   | Lamont         |
| Thea Rubley      | Colleen        |
| Jayson Blair     | Ray            |
| Kristina Klebe   | Pam            |
| Bill Leaman      | Mike           |
| Annie Tedesco    | Helen          |